# 克莱曼斯·圣·皮瑞
克莱曼斯·圣·皮瑞（英語：Clémence Saint-Preux，1988年11月29日—）是一名法国女歌手和电影电视演员。

## 生平
1988年，皮瑞出生在法国巴黎西郊，父亲是法国音乐家圣·皮瑞，母亲是作家兼画家克莱曼斯，受到家庭良好教育环境的影响，她从小就展现了艺术天赋，对钢琴、吉他和舞台剧充满热情。12岁时，她和法国摇滚歌手強尼·哈立戴合唱了歌曲《人人需要爱》。2005年，她来到中国大陆旅游，2011年出演了中法合拍电影《巴黎宝贝》。

## 作品

### 歌曲

#### 单曲
- 2001 ： On a tous besoin d'amour （和強尼·哈立戴）
- 2002 ： Un seul mot d'amour
- 2005 ： Concerto pour deux voix（和让-巴普提斯特·莫尼耶）
- 2005 ： Sans défense
- 2006 ： La vie comme elle vient
- 2007 ： Où es-tu

#### 专辑
- 2008 ：Mes Jours [French Version]
- 2008 ：Bewitching [English Version]

### 影视
| 年份 | 中文名   | 英文名       | 中文角色名 | 英文角色名 | 备注 |
| ---- | -------- | ------------ | ---------- | ---------- | ---- |
| 2011 | 巴黎宝贝 | Perfect Baby | 艾米       | Amy        |      |